# 카날 5
카날 5(스페인어: Canal 5)는 멕시코의 텔레비전 네트워크이다.